# Доган, Харун
Харун Доган (тур. Harun Doğan; 1 января 1976, Кахраманмараш, ил Кахраманмараш, Турция) — турецкий борец вольного стиля, чемпион мира и Европы.

В 2014 году принял участие в чемпионате мира по пляжной борьбе (5-е) место.

## Спортивные результаты
- Чемпион мира (1999), серебряный призёр чемпионата мира (1998), бронзовый призёр чемпионата мира (1995).
- Чемпион Европы (1999), серебряный призёр чемпионата Европы (1996).
- Участник Олимпийских игр 1996 года в Атланте (4-е место), Олимпийских игр 2000 года в Сиднее (15-е место), Олимпийских игр 2000 года в Афинах (20-е место).
- Серебряный призёр Игр доброй воли (1998).
- Чемпион Средиземноморских игр (1997).
- Победитель международного турнира Гран-При Иван Ярыгин (2000).
- Серебряный призёр чемпионата Европы среди молодёжи (1994).
- Серебряный призёр чемпионата мира среди юниоров (1992).
- Чемпион мира среди кадетов (1990, 1991).

## Скандал на Олимпийских играх 2000 года
На Олимпийских играх 2000 года, выступая в весовой категории до 58 кг, стал участником скандала. На свою вторую схватку он вышел не в официальном борцовском трико турецкий сборной с национальной эмблемой — звездой и полумесяцем, а в своём личном трико, несмотря на предупреждения руководства команды. Дуган не явился на третью схватку против россиянина Мурада Рамазанова и ему было засчитано поражение. За своё неспортивное поведение Харун Доган был наказан позже турецкой Федерацией борьбы и не был взят в команду на чемпионат мира среди студентов 2000 года в Токио.

## Допинг
На чемпионате мира 2002 года в Тегеране Доган завоевал золотую медаль в весовой категории до 60 кг, выиграв в финале у армянского борца Арама Маргаряна. Однако позже из-за положительного допинг-теста (эфедрин) решением Международной федерации объединённых стилей борьбы (FILA) он был дисквалифицирован и лишен звания чемпиона мира.
На чемпионате Турции 2005 года допинг-теста Догана показал наличие запрещенного анаболического стероида метенолон и решением FILA он был дисквалифицирован пожизненно.

## Видео
- Чемпионат мира 1999, вольная борьба, до 58 кг, финал: Харун Доган (Турция) — Алиреза Дабир (Иран)